# Xylodromus fleischeri
Xylodromus fleischeri  (лат.) — вид жуков рода Xylodromus семейства Стафилиниды (Staphylinidae). Впервые описан в 1917 году энтомологом Локеем.

## Описание, распространение
Эндемик Румынии. Распространён в лесах гор Бучеджи (Южные Карпаты, ист. обл. Трансильвания).

## Замечания по охране
Не значится в природоохранной базе Международного союза охраны природы.